# Innocent de Berzo
Pour les articles homonymes, voir Innocent.
Giovanni Scalvinoni, connu en religion sous le nom d'Innoncent de Berzo (en italien, Innocenzo da Berzo) (né le 19 mars 1844 à Niardo, dans la province de Brescia, alors dans le royaume lombard-vénitien et mort le 3 mars 1890 à Bergame) est un religieux capucin italien du XIXe siècle reconnu bienheureux par l'Église catholique ; fête le 3 mars. 

## Biographie
Giovanni Scalvinoni est né dans une famille pauvre. Son père meurt d'une pneumonie alors qu'il n'a que quelques mois. Dès l'enfance, il manifeste une grande compassion pour les nécessiteux donnant le peu qu'il possède. De 1855 à 1860, il étudie au collège de Lovere avec d'excellentes notes puis en 1864, il entre au séminaire diocésain de Brescia. Il est ordonné prêtre en 1867 et nommé vicaire à la paroisse de Cevo. 
En 1873, il entre dans l'ordre des Capucins au couvent de la Annunciata dans le village de Borno, aujourd'hui Piancogno. Quatre ans plus tard, il prononce ses vœux solennels sous le nom de Père Innocent de Berzo ; il est ensuite nommé vice-maître des novices. Il reste dans ce couvent toute sa vie sauf pour des missions ou retraites prêchées en Lombardie. Il est réputé pour sa vie d'abandon intense selon son adage « faire le bien et disparaître ». Le secret de sa joie était son intense vie de prière, il aime passer de longues heures devant le Saint-Sacrement en particulier tard dans la nuit. Son désir de vivre dans la même maison que Jésus avait été un facteur qui a influencé sa décision de rejoindre les Capucins. L'autre dévotion de sa vie de prière est la Passion du Christ, il effectue le Chemin de croix plusieurs fois par jour et en recommande la pratique à ses pénitents dans la confession. L'Eucharistie et la Passion ainsi la dévotion à Notre-Dame sont également les principaux thèmes de sa prédication. 
Le 3 mars 1890, il tombe gravement malade et meurt, à l'âge de 46 ans, au couvent de Bergame. Quelques mois plus tard, ses restes sont solennellement transférés à Berzo, déjà entourés d'une grande réputation de sainteté. Le 12 novembre 1961 le pape Jean XXIII le proclame bienheureux et patron des enfants.

## Source et référence
- (it) Site Santi e Beati